# Вільяескуса-де-Аро
Вільяескуса-де-Аро (ісп. Villaescusa de Haro) — муніципалітет в Іспанії, у складі автономної спільноти Кастилія-Ла-Манча, у провінції Куенка. Населення — 574 особи (2010).
Муніципалітет розташований на відстані близько 130 км на південний схід від Мадрида, 70 км на південний захід від Куенки.

## Демографія
Динаміка населення (INE ):